# Dubbelspaltsexperimentet

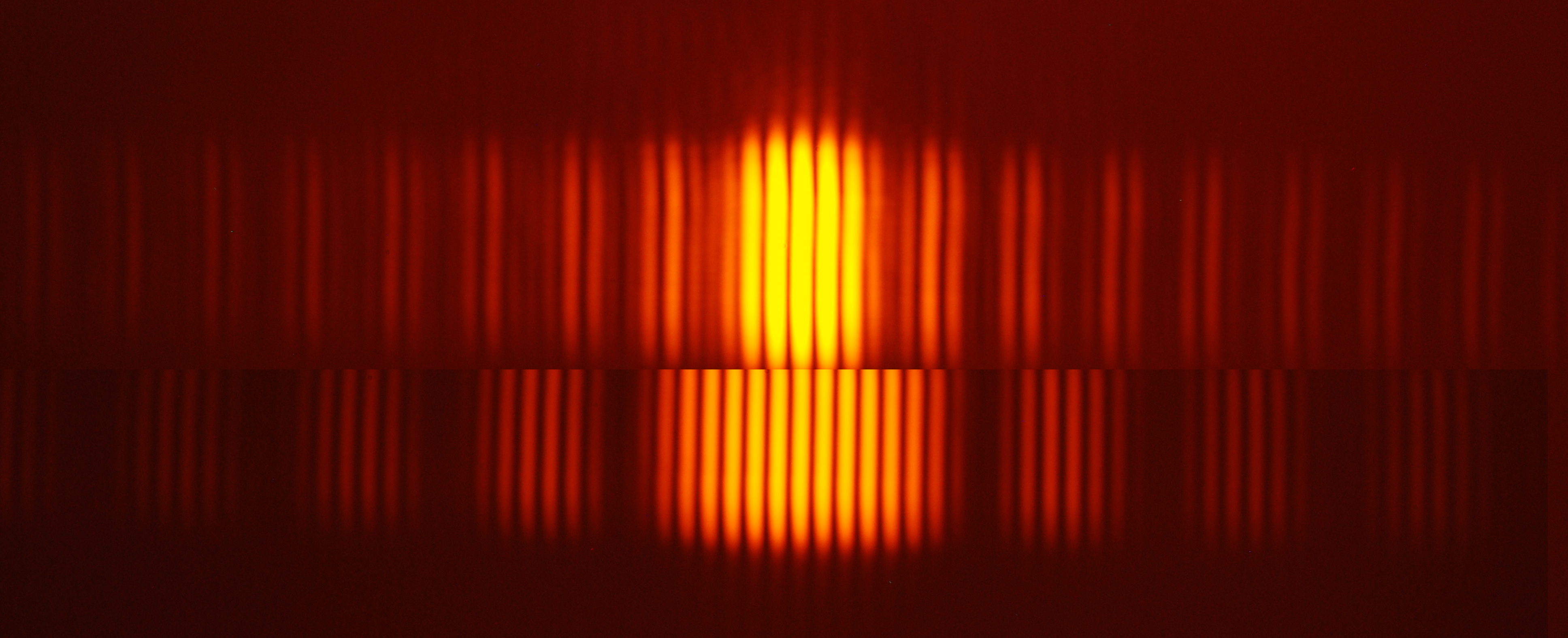
Jämförelse av två dubbelspalter med samma inbördes avstånd; spalterna som ger det övre interferensmönstret är två gånger bredare än i det nedre mönstret.

Electron buildup over time

Dubbeltspaltexperimentet är ett experiment inom kvantfysik som visar på våg-partikel-dualitet. Experimentuppställningen består av en koherent källa för ljus (eller kvantmekaniska partiklar), en skärm med två (eller fler) smala spalter sida vid sida, samt någon form av detektor (använder man synligt ljus duger en vit skärm). 
När ljuset kan passera genom båda spalterna uppstår ett tydligt interferensmönster. Går man över till att bara sända ut en foton i taget kvarstår fenomenet, vilket visar på självinterferens. Försöker man via olika uppställningar undersöka vilken av de två spalterna ljuset passerar förstörs interferensmönstret: ljuset kan uppvisa våg- eller partikelegenskaper, men inte båda samtidigt.
I en betydelsefull variant av experimentet skickas enskilda partiklar mot dubbelspalten en åt gången. Effekten blir då, som väntat, att enskilda partiklar träffar ytan bakom dubbelspalten. Men snart nog framkommer ett mönster i träffarna, närmare bestämt ett interferensmönster. Eftersom partiklarna, exempelvis elektronerna, alltså skickas en och en i taget, har tolkningen gjorts inom forskningen att partiklarna av någon anledning interfererar med sig själva. Det vill säga att partiklarna tycktes gå genom båda hålen samtidigt.